# Musique ukrainienne
La musique ukrainienne regroupe l'ensemble des genres musicaux et des répertoires de la culture ukrainienne. À la musique traditionnelle, essentiellement religieuse ou récitative, s'ajoute à partir du XVIIIe siècle la musique classique, avec des compositeurs tels que Maxime Berezovsky, Dmitri Bortnianski, Mykola Lyssenko ou Mykola Léontovytch. Dans la seconde moitié du XXe siècle, l'Ukraine s'ouvre aussi aux tendances contemporaines, notamment le rock (rock ukrainien).

## Musique traditionnelle

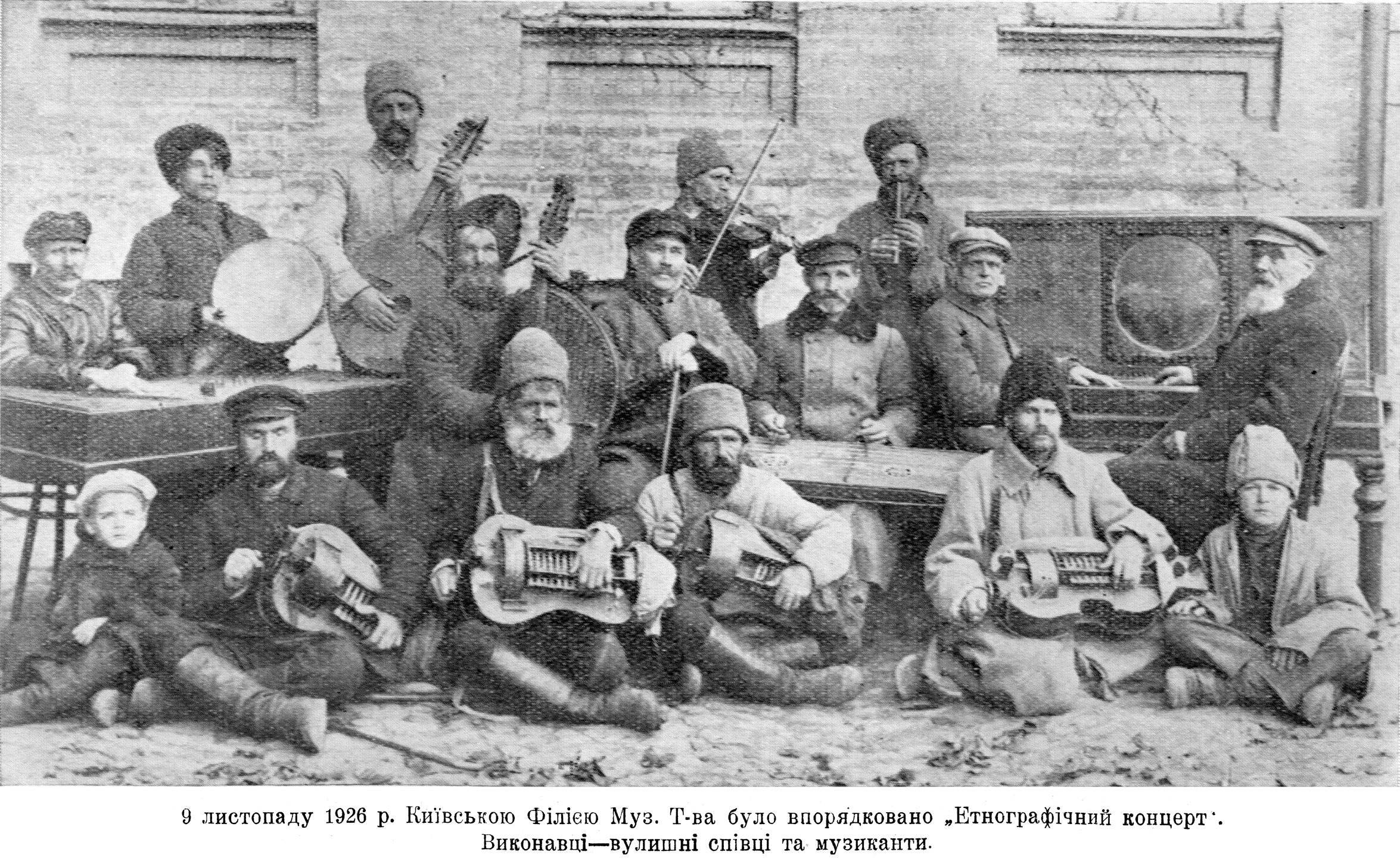
Musiciens populaires ukrainiens, 1926.

Située au carrefour de l'Europe et de l'Asie, la musique en Ukraine participe de ces deux influences, notamment par l'usage de modes mineurs (mixolydien, dorien, ionien, éolien) et de mélismes. Si l'harmonie peut y être complexe, le rythme est le plus souvent libre. La musique vocale y est prédominante sous toutes ses formes (monodie, hétérophonie, homophonie, harmonie et polyphonie). Elle est souvent mêlée à des éléments archaïques paganistes ou animistes. On y distingue[style à revoir] : les chants rituels récitatifs monodiques (shchedrivka, tel que Chtchedryk) ; les mélodies rituelles lyriques de Pâques (hayivky), de mariage (Vessilya (uk) ou ladkannya) ou de récolte ; les chants rituels de printemps vesnianka, les chants rituels d'été koupalski, les chants de quêtes paralituriques koliadka, les chants rituels a cappella holosinnya, les chants longs épiques byline, les chants de Cosaques dumy (ou dumas, notamment les cosaques Mamaï), les chants en solo accompagnés de musiciens itinérants aveugles kobzar (ou lirnyky comme le célèbre Ostap Veressaï ; ils chantent l'épopée douma accompagnés à la bandoura, kobza ou lira (lirnyk)), les chants a cappella en solo avec une réponse chorale (polyphonie/hétérophonie/harmonie), les intermèdes instrumentaux joués au trembita par les Houtsoules lors de rituels de célébrations de naissance, mariage ou mort, les troïsta muzyka sont des groupes de musiciens typiquement constitués d'un violon, d'un cymbalum et d'un tambour.
Les danses typiques souvent accompagnées au chant sont : kozak, kazatchok, trepak, hopak, hrechanyky, kolomyika, Hutsulka (de), metelitsa (ru), shumka, arkan, kateryna, la mantovana et chabarashka.
Le régime soviétique s'évertue à chasser tout type de musique religieuse ainsi que bien des types de musique classique jugés bourgeois. Des « chants prolétaires » citadins sont composés alors, en russe. Dans les campagnes, les chants folkloriques furent encouragés de même, formant souvent du fakelore. Après-guerre, la musique traditionnelle devint un moyen de lutte idéologique contre la culture occidentale notamment avec les chœurs folkloriques et des ensembles de bandouristes.
Il existe en outre un large développement de la musique klezmer et russe du fait de leurs importantes communautés respectives.

## Musique classique
La première académie musicale est établie en 1738 à Hloukhiv, et bien des Ukrainiens qui y étudièrent se répandirent ensuite dans toute la Russie. Il est difficile de définir la musique classique en Ukraine du fait de l'histoire politique du pays souvent mélangée à celle de la Russie ainsi que l'illustre la vie de Sergueï Prokofiev. Si des grands compositeurs tels que Franz Liszt, Antonín Dvořák ou Piotr Ilitch Tchaïkovski utilisèrent des matériaux du folklore ukrainien, on peut noter[style à revoir] l'existence de nombreux compositeurs nés sur le territoire ukrainien : Maxime Berezovsky (1745-1777), Sergueï Bortkiewicz (1877-1952), Dmitri Bortnianski (1751-1825), Nikolaï Diletsky (1630-1690), Lessia Dytchko (1939), Reinhold Glière (1874-1956), Semen Houlak-Artemovsky (1813-1873), Volodymyr Ivassiouk (1949-1979), Mykola Léontovytch (1877-1921), Mykola Lyssenko (1842-1912), Sergueï Prokofiev (1891-1953), Levko Révoutsky (1889-1977), Valentin Silvestrov (1937-), Myroslav Skoryk (1938-2020), Evgueni Stankovitch (1942-), et Kyrylo Stetsenko (1882-1922).
Parmi les interprètes nés en Ukraine, notons notamment : Vladimir Horowitz (1903-1989), Sviatoslav Richter (1915-1997), Maria Grinberg  (1908-1978), et Shura Cherkassky (1909-1995).

### Musique contemporaine
L'Ensemble Nostri Temporis est formé en 2007 par Alexey Shmurak et Maksym Kolomiet, interprète de la musique classique contemporaine.

## Musique populaire
Comme dans les autres ex-républiques de l'ancienne URSS, le rock ukrainien se développe beaucoup depuis les années 1990 avec notamment Vopli Vidopliassova, Okean Elzy ou encore Gogol Bordello. Dans le domaine du Metal extrême, plus précisément dans le Black metal, l'Ukraine se fait remarquer par des groupes tels que Kroda, Nokturnal Mortum, Drudkh et Khors. Parmi les groupes ukrainiens de metal, l'un des plus en vogue depuis 2016/2017, du fait de ses nombreuses tournées internationales et participations à des festivals, est Jinjer.
Les chansons traditionnelles sont toujours très connues du public, et figurent au répertoire de nombreux interprètes. On peut fréquemment en entendre dans l'émission Голос країни (version locale de The Voice).
Le groupe DakhaBrakha, qui revisite et mêle différentes influences ethniques, se présente comme un groupe d'« ethno chaos »[source insuffisante].
La disc jockey Miss Monique est l’une des pop-stars ukrainiennes les plus populaires.

## Festivals
- Festival Contrastes, à Lviv ;
- Deux Jours et Deux Nuits de Nouvelle Musique, à Odessa ;
- Festival de musique de Kiev ;
- GogolFest, à Kiev ;
- Jazz Koktebel, à Koktebel en Crimée ;
- KaZantip, en Crimée ;
- LvivMozArt, dans la région de Lviv et Brody ;
- Premières de la saison, à Kiev ;
- Tchervona Routa ;
- Zakhid, près de Lviv.

## Instruments traditionnels
Les instruments à vent comprennent : bayan, dentsivka, duda (en), dvodentsivka, fifre, floyara (en), frilka, kosa dudka, koza (de), kuvytsi, okaryna, pivtoradentsivka, rebro, rih, rizhok, sopilka, svirel, svystunetz, tárogató, telenka, trembita, truba, volynka (en), zholomiha et zubivka. Les instruments à cordes comprennent :  balalaïka, bandoura , basolya, domra, hudok, husli, kobza, kosobas (ou byjkoza), lira (ou relia), mandoline, pidkova, skrypka, torban (en), tsytra, tsymbaly, et violon. Les percussions comprennent : baraban (en), batih, briazalnytsia, buben (ou bubon), buhay, bukhalo, derkach, drymba, dzvinok, kalatalo, klepalo, lozhky, lytavry, skrynka, trykutnyk, tulumbas, rapach, recheto (uk), rubel, taraban, tarilky, torokhkatalo, vargane, vertushka, zatula, et zvonchalka.